# Live at Wembley '86
Live at Wembley '86 е двоен компакт диск, записан на живо и издаден като албум от английската рок група Куийн. Албумът е записан на живо на 12 юли 1986 по време на Magic Tour на стадион Уембли в Лондон, Англия и издаден на 26 май 1992 година. Концертът е издаден и на DVD през юни 2003 година. „Live at Wembley '86“ е ремастериран и преиздаден с бонус песни през август 2003 г. в САЩ.
Ремастерирано специално издание на DVD е издадено на 5 септември 2011 г. във Великобритания (по-повод 65-годишнина на Фреди Меркюри), и за първи път включва в допълнение към нощното шоу в събота и това в петък. Фрагменти от изпълнението от петък са включени и в по-ранните DVD-та, но в пълен размер концертът за първи път е ремастиран.

## Списък с песните

### Диск едно
1. One Vision (Куийн) – 5:50
2. Tie Your Mother Down (Брайън Мей) – 3:52
3. Sheer Heart Attack'(Фреди Меркюри) – 2:44
4. Seven Seas of Rhye (Фреди Меркюри) – 1:19
5. Tear It Up (Брайън Мей) – 2:12
6. A Kind of Magic (Роджър Тейлър) – 8:41
7. Under Pressure (Куийн, Дейвид Боуи) – 3:41
8. Another One Bites the Dust (Джон Дийкън) – 4:54
9. Who Wants to Live Forever (Брайън Мей) – 5:16
10. I Want to Break Free (Джон Дийкън) – 3:34
11. Impromptu (Куийн) – 2:55
12. Brighton Rock Solo (Брайън Мей) – 9:11
13. Now I'm Here (Брайън Мей) – 6:19

### Диск две
1. Love of My Life (Фреди Меркюри) – 4:47
2. Is This the World We Created...? (Фреди Меркюри, Брайън Мей) – 2:59
3. (You're So Square) Baby I Don't Care – 1:34
4. Hello Mary Lou (Goodbye Heart) – 1:24
5. Tutti Frutti (Литъл Ричард) – 3:23
6. Gimme Some Lovin' – 0:55
7. Bohemian Rhapsody (Фреди Меркюри) – 5:50
8. Hammer to Fall (Брайън Мей) – 5:36
9. Crazy Little Thing Called Love (Фреди Меркюри) – 6:27
10. Big Spender – 1:07
11. Radio Ga Ga (Роджър Тейлър) – 5:57
12. We Will Rock You (Брайън Мей) – 2:46
13. Friends Will Be Friends (Фреди Меркюри, Джон Дийкън) – 2:08
14. We Are the Champions (Фреди Меркюри) – 4:05
15. God Save the Queen (арж. Брайън Мей) – 1:27

## Бонус песни от 2003 от Холивуд Рекърдс
1. A Kind of Magic (На живо 11 юли 1986, Стадион Уембли, Лондон)
2. Another One Bites the Dust (На живо 11 юли 1986, Стадион Уембли, Лондон)
3. Crazy Little Thing Called Love (На живо от 11 юли 1986, Стадион Уембли, Лондон)
4. Tavaszi szél vízet áraszt (На живо 27 юли 1986, Будапеща, Унгария)"

## Оригиналният концерт
Концертът започва в 16:00 с билети на стойност 14.50 паунда и 4 групи в следния ред:
1. INXS
2. The Alarm
3. Стейтъс Куо
4. Куийн

## Позиция в класациите и продажби
| Държава            | Графики            | Графики | Продажби    | Продажби |
|                    | Най-висока позиция | Седмици | Сертификат  | Продажби |
| ------------------ | ------------------ | ------- | ----------- | -------- |
| Белгия             | 1                  |         |             | 100.000  |
| Италия             | 1                  |         | 5x Платинен | 500.000  |
| Франция            | 2                  |         | Платинен    | 600.000  |
| Обединено кралство | 2                  | 15      | Платинен    | 700.000  |
| Австрия            | 6                  | 16      | Златен      | 35.000   |
| Швейцария          | 6                  | 13      | Златен      | 50.000   |
| Нидерландия        | 9                  |         |             | 100.000  |
| Германия           | 20                 |         | Златен      | 300.000  |
| Швеция             | 29                 | 4       |             | 15.000   |
| САЩ                | 53                 | 1       | Платинен    | 500.000  |
| Япония             | 81                 |         |             | 100.000  |
| Мексико            |                    |         | Платинен    | 250.000  |
| Бразилия           |                    |         | Златен      | 150.000  |
| Канада             |                    |         |             | 80.000   |
| Испания            |                    |         |             | 300.000  |

## Състав
- Фреди Меркюри: водещи вокали, пиано, китара
- Брайън Мей: китари, клавиши, задни вокали
- Роджър Тейлър: барабани, ударни, задни вокали
- Джон Дийкън: бас, задни вокали

със
- Спайк Едни: клавиши, пиано, китара, задни вокали